# Mina al Constantinopolului
Mina (variante alternative: Mennas, Minas sau Menas), a fost un sfânt creștin care a fost numit de împăratul bizantin Iustinian I ca patriarh al Constantinopolului în 536.

## Relațiile cu papalitatea
Papa Agapet I a fost de acord ca să-i ia locul episcopului Antim, care era monofizit. Patriarhul era împotriva lui Origene. Mina a fost excomunicat în 547 și în 551 pentru afirmarea unor idei în contradicție cu cele ale papei. Cu toate acestea, în ambele cazuri excomunicarea a fost ridicată rapid. În timpul patriarhiei lui Mina a fost cea mai mare influență a papei la Constantinopol.

## Sărbătorire
Este sărbătorit de Biserica Ortodoxă și de Biserica Romano-Catolică pe 25 august. 